# Laurelia sempervirens

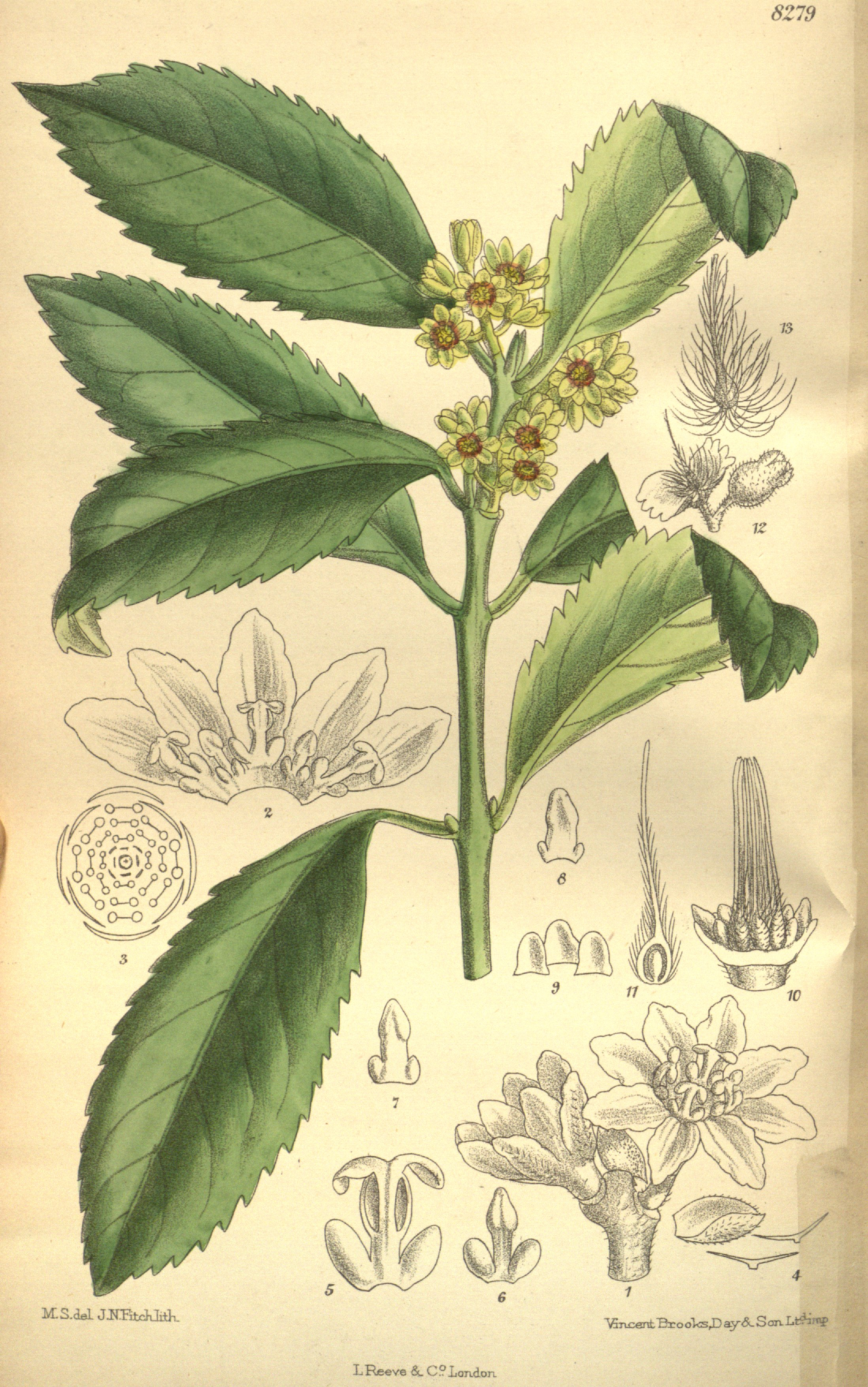
Illustration

Laurelia sempervirens ist ein Baum in der Familie der  Atherospermataceae aus Chile.

## Beschreibung
Laurelia sempervirens wächst als immergrüner Baum bis über 25 Meter hoch. Der Stammdurchmesser erreicht bis über 1,3 Meter. Die bräunliche bis grau-braune Borke ist relativ glatt bis im Alter schuppig. Der Baum kann mehrere hundert Jahre alt werden.
Die gegenständigen und aromatischen Laubblätter sind kurz gestielt. Sie sind fast kahl, bis 12 Zentimeter lang, verkehrt-eiförmig bis elliptisch oder eiförmig, festledrig, abgerundet bis stumpf oder spitz und drüsig-gesägt. Die Blätter besitzen durchsichtige Drüsen.
Laurelia sempervirens ist einhäusig monözisch, wobei auch einige zwittrige Blüten vorkommen können. Es werden kurze, traubige bis rispige, achselständige und behaarte Blütenstände mit bis zu 20 Blüten gebildet. Die kleinen, meist eingeschlechtlichen, duftenden und gestielten Blüten mit einfacher Blütenhülle sind grün-gelblich bis -weißlich. Die Blütenstiele sind behaart. Es ist jeweils ein kleiner, außen behaarter Blütenbecher vorhanden. Es sind bis zu 12 ungleiche, bis 3 Millimeter lange, längliche, ausladende Tepalen in mehreren Kreisen ausgebildet. Es sind bei den männlichen Blüten bis zu 12 kurze Staubblätter mit zwei großen Drüsen an der Basis ausgebildet. Die zwei Antherenklappen sind rot. Bei den weiblichen Blüten sind einige freie, behaarte, mittelständige Fruchtblätter mit schlanken, kurzen und genährten Griffeln mit kleinen, länglichen Narben sowie einige kleine, pfeil- bis schuppenförmige Staminodien mit meist zwei Drüsen vorhanden.
Es werden etwa 1,5–2,5 Zentimeter lange, geschnäbelte und dicht, federig, lang behaarte Achänen gebildet, die in einer Sammelfrucht, im beständigen, holzigen, sternförmig, drei-, vierteilig aufreißenden, fruchtenden, urnen- oder eiförmigen Blütenbecher (Scheinfrucht, Pseudocarp) mit Perianthresten, erscheinen.

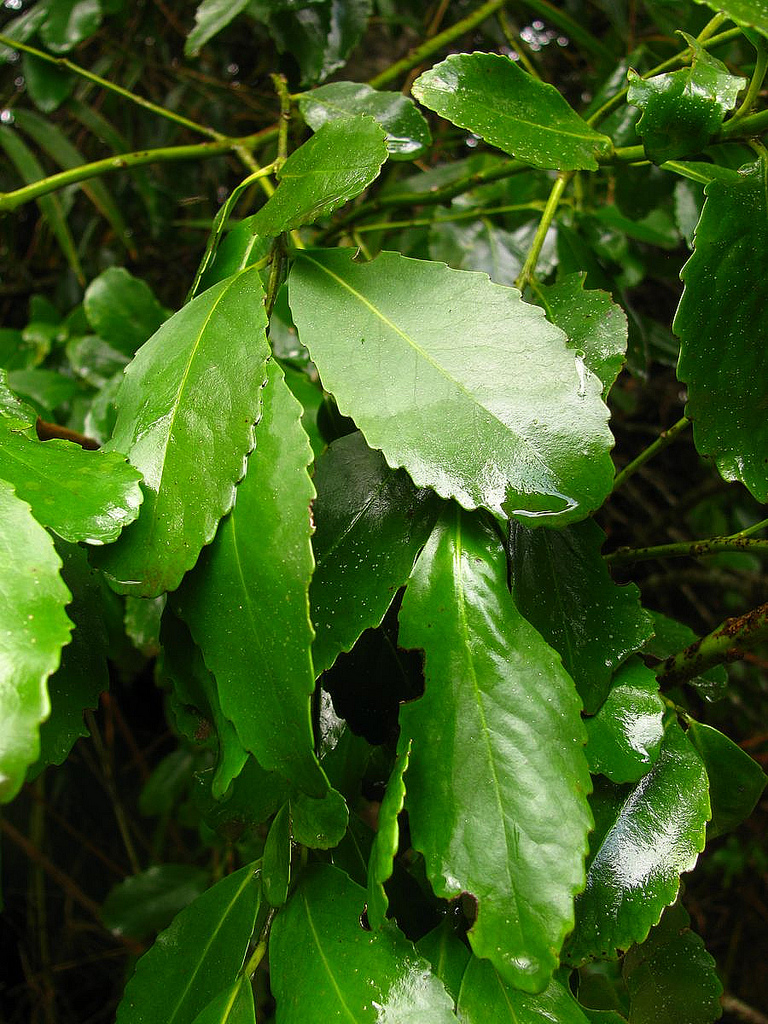
Laubblätter
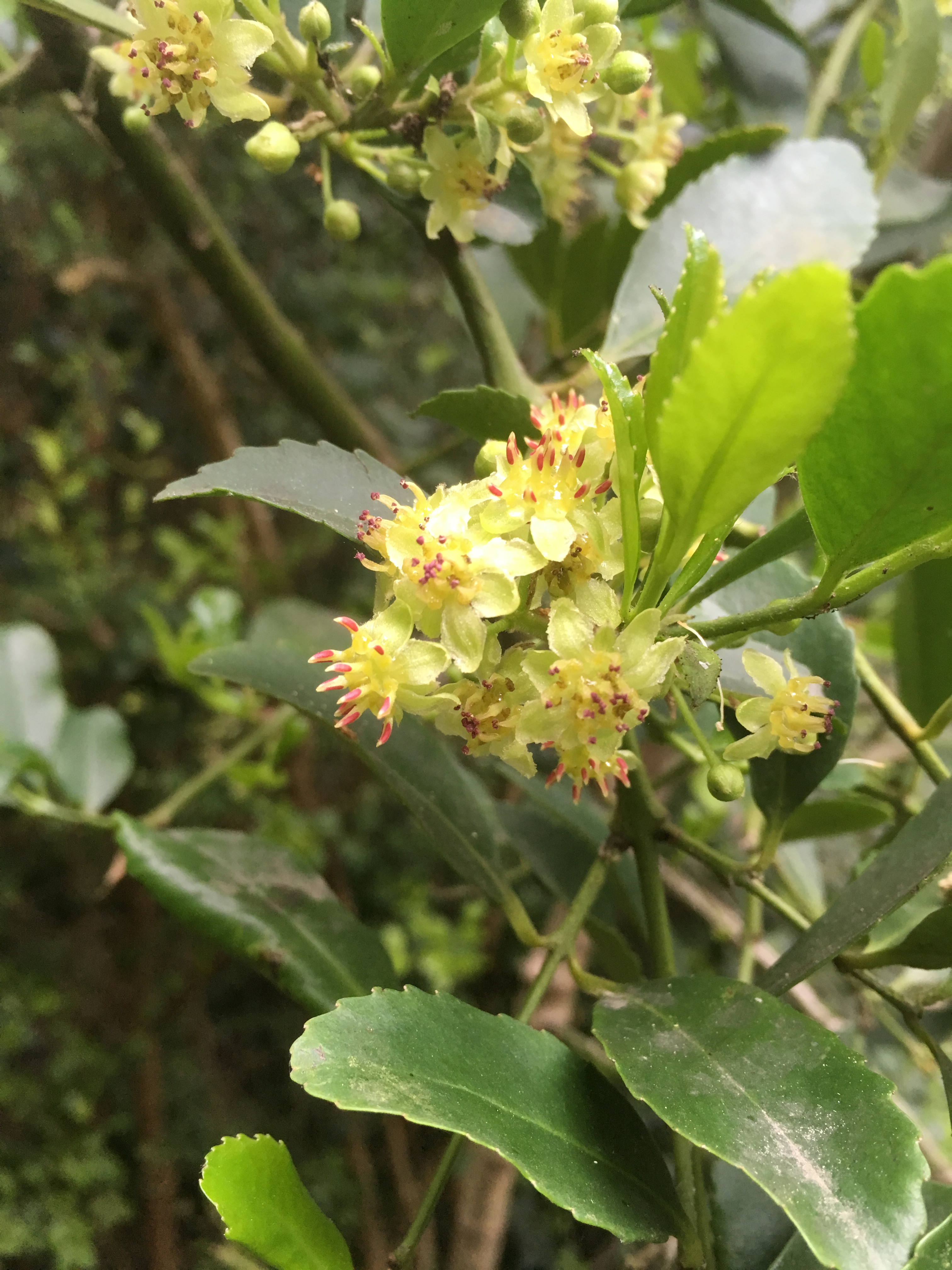
Blütenstand
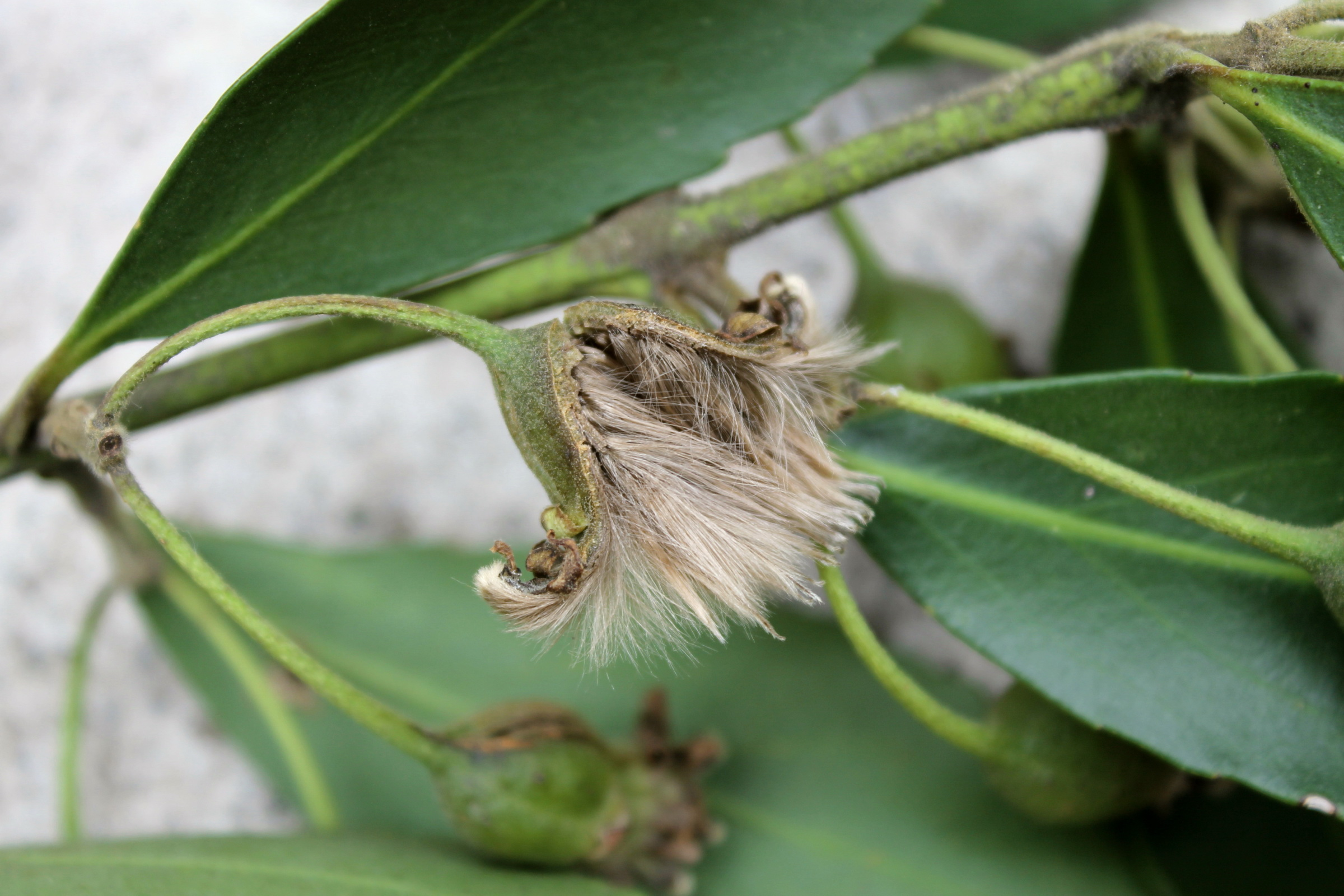
Fruchtstand

## Verwendung
Das schöne, aber mäßig beständige und mittelschwere Holz wird genutzt. Die seltenen Maserknollen sind sehr gesucht. Das Holz ist nur in kleinen Mengen verfügbar, es ist bekannt als Laurel.
Die Blätter können als Gewürz genutzt werden, auch kann ein Öl aus ihnen und der Rinde erhalten werden. Blätter, Holz, Blüten und Rinde werden auch medizinisch genutzt.